# Камалуддин ибн Юнус
Камалуддин Абуль-Фатх Муса ибн Юнус аль-Мавсили (Мосул, 1156 — Мосул, 1242) — математик, астроном и богослов. Ученик Шараф ад-Дина ат-Туси, учитель ал-Абхари и Насир ад-Дина ат-Туси. Прославился решением задачи о квадратуре сегмента круга, поставленной послом императора Фридриха II.

## Биография
Его полное имя:Абуль-Фатх Камалуддин Муса ибн Юнус ибн Мухаммад ибн Мана аш-Шафии.
Написал «Трактат о доказательстве предпосылки, которой пренебрёг Архимед в его книге о делении круга на семь равных частей», комментарий к «Трактату о геометрических построениях» Абуль-Вафы аль-Бузджани, «Трактат о построении линейной астролябии Шараф ад-Дина ат-Туси», «Книгу султанских тайн о звёздах», «Трактат о квадратных числах» (в котором доказаывается, что сумма двух нечётных квадратов не может быть квадратом).